# 李从敏
李从敏（898年—951年），字叔达。
后唐明宗李嗣源之侄。多谋略，善骑射，跟随后唐庄宗李存勖灭后梁，任捧圣都将、成德军马步军都指挥使。明宗即位，补皇城使，平王都之乱。历镇义武节度使、成德节度使、昭义节度使、河阳节度使，加检校太尉，封泾王。后晋时为右龙武统军。后汉时，官至西京留守，封秦国公。后周广顺元年，因病去世。

## 延伸阅读
[在维基数据编辑]
 《舊五代史·卷123》，出自薛居正《舊五代史》
 《新五代史/卷15》，出自歐陽修《新五代史》